# Бетті Габріель
Бетті Габріель (англ. Betty Gabriel; нар. 6 січня 1981, Вашингтон, США) — американська акторка.

## Біографія
Народилася у Вашингтоні, США. Дитинство провела в Пенсільванії та Меріленді. Після закінчення Університету штату Айова за напрямком зоотехніка та введення у ветеринарію поїхала до Чикаго для становлення як танцюристки. Тим часом виступала на сценах авторитетних театрів та продемонструвала свої акторські здібності. Вирішила здобути додаткову освіту й 2014 року закінчила Джульярдську школу за напрямком «Драма».

## Кар'єра
Дебютувала у короткометражному кіно. Зіграла роль перукарки в американській комедії «Він набагато популярніший за тебе». Наступною роботою стала роль у стрічці «Експериментатор» 2015 року, знятій на основі експерименту Мілґрема. У тому ж році дебютувала як телеакторка у серіалі «Зразкові бунтарки». Помітну роль зіграла у фільмі «Судна ніч 3». У стрічці жахів «Пастка» акторка виконала роль економки.

## Фільмографія

### Фільми
| Рік  | Назва                               | Оригінальна назва             | Роль           | Примітки |
| ---- | ----------------------------------- | ----------------------------- | -------------- | -------- |
| 2011 |                                     | In Memoriam                   | Кайла          |          |
| 2013 | «Він набагато популярніший за тебе» | He's Way More Famous Than You | перукарка      |          |
| 2015 | «Експериментатор»                   | Experimenter                  | Саллі          |          |
| 2016 | «Чистка: Рік виборів»               | The Purge: Election Year      | Лейні Ракер    |          |
| 2017 | «Пастка»                            | Get Out                       | Джорджина      |          |
| 2017 | «Скайлайн 2»                        | Beyond Skyline                | Сандра Джонс   |          |
| 2018 |                                     | Diverted Eden                 | Ширлі          |          |
| 2018 | «Видалити з друзів 2»               | Unfriended: Dark Web          | Нарі           |          |
| 2018 | «Апгрейд»                           | Upgrade                       | Кортес         |          |
| 2019 | «Дорожній опікун»                   | Adopt a Highway               | Дікс           |          |
| 2019 | «Людський капітал»                  | Human Capital                 | Ронні Меннінґ  |          |
| 2025 | «Новокаїн»                          | Novocaine                     | Мінсі Ленгстон |          |

### Серіали
| Рік       | Назва                 | Оригінальна назва | Роль          | Примітки            |
| --------- | --------------------- | ----------------- | ------------- | ------------------- |
| 2015-2016 | «Зразкові бунтарки»   | Good Girls Revolt | Деніс         | 8 епізодів          |
| 2016      | «12 смертельних днів» | 12 Deadly Days    | Віллоу Рассел | 2 епізоди           |
| 2018      | «Край „Дикий Захід“»  | Westworld         | Мелінг        | 3 епізоди           |
| 2018      | «По той бік»          | Counterpart       | Ная Темпл     | 8 епізодів          |
| 2019      | «Сутінкова зона»      | The Twilight Zone | Камео         | Епізод: «Blurryman» |
| 2020      | «Захищаючи Джейкоба»  | Defending Jacob   | Пем Даффі     | 8 епізодів          |
| 2021      | «Клікбейт»            | Clickbait         | Софі Брюер    | 8 епізодів          |
| 2022-2023 | «Джек Раян»           | Jack Ryan         | Елізабет Райт | 8 епізодів          |